# 457
Năm 457 là một năm trong lịch Julius.